# Cullenia
Cullenia é um género botânico pertencente à família Malvaceae.

## Espécies
- Cullenia ceylanica
- Cullenia excelsa (C. exarillata)
- Cullenia rosayroana

1. ↑  «Cullenia — World Flora Online». www.worldfloraonline.org. Consultado em 19 de agosto de 2020